# Gunnar Andersson (pilota)
Gunnar Andersson (Råggärds, 17 aprile 1927 – Torslanda, 9 giugno 2009) è stato un pilota automobilistico svedese, vincitore del campionato europeo rally 1958 su Volvo PV544.

## Palmarès
- Campionato europeo rally: 2
1958 su Volvo PV544
1963